# 7:A
7:A är en barn- och ungdomsbok skriven av den danske författaren Bjarne Reuter.

## Handling
Klass 7:A på Wagnerskolan ska åka på skolresa till Gotland. Maria Wagner, som grundade skolan, avled för exakt ett år sedan, och hon växte upp på Gotland så resan går ut på att hedra hennes minne. Samtidigt ska de två lärarna Finn och Gitte lära eleverna lite om Gotlands historia.
De ska bo i ett gammalt hus, Pemba, som ständigt luktar kryddnejlikor. Snart börjar konstiga och oförklarliga saker att hända i det gamla huset. Både lärare och elever inser att huset är hemsökt.